# Комиссаров, Александр Данилович (генерал-майор)
Александр Данилович Комиссаров (Коммисаров) (1871 — не ранее 1920) — подполковник 81-го пехотного Апшеронского полка, герой Первой мировой войны. Участник Белого движения, генерал-майор.

## Биография
Из мещан города Владикавказа. Начальное образование получил дома.
В 1893 году окончил Тифлисское пехотное юнкерское училище, откуда выпущен был подпрапорщиком в 77-й пехотный Тенгинский полк. 14 мая 1896 года произведен подпоручиком в 80-й пехотный Кабардинский полк, а 4 сентября того же года переведен в 77-й пехотный Тенгинский полк. Произведен в поручики 1 июля 1901 года, в штабс-капитаны — 10 ноября 1904 года.
Участвовал в русско-японской войне, в том числе в Мукденском сражении. 21 февраля 1906 года переведен во Владикавказскую местную команду, 28 июня 1908 года — в 251-й Георгиевский резервный батальон, а 25 октября 1910 года — в 81-й пехотный Апшеронский полк. Произведен в капитаны 15 марта 1913 года.
В Первую мировую войну вступил в должности командира роты. Пожалован Георгиевским оружием
За то, что 20 августа 1914 года, командуя ротой, стремительной атакой под сильнейшим огнем взял д. Суходолы.
Удостоен ордена Св. Георгия 4-й степени
За то, что в бою 20 августа 1914 года, с полуротой, бросился в атаку на пулеметный огонь противника перед д. Воля-Идзиковская, причем захватил 2 действующих пулемета при 3-х офицерах и 32-х нижних чинах с полным снаряжением. В бою 27 августа 1914 года у д. Тарновки, после отбития немецкой атаки, когда было приказано перейти в общее наступление, не ожидая подкреплений, первым со своей ротой бросился в атаку и с боя захватил 9-ти пушечную гаубичную немецкую батарею. В бою 14 мая 1915 года у д. Вилево, командуя батальоном, штурмом овладел сильно укрепленной позицией противника, отбил все контр-атаки и, вновь перейдя в наступление, смял превосходные силы противника и захватил около 1000 пленных и 5 тяжелых орудий с массой снарядов.
Произведен в подполковники 16 сентября 1915 года «за отличия в делах против неприятеля». 9 сентября 1916 года переведен в 12-й Особый пехотный полк, а 17 января 1917 года произведен в полковники.
В Гражданскую войну участвовал в Белом движении в составе Вооруженных сил Юга России. С 9 августа 1919 года зачислен в резерв чинов при штабе войск Северного Кавказа, 9 февраля 1920 года произведен в генерал-майоры на основании Георгиевского статута.
Дальнейшая судьба неизвестна. Был женат, имел троих детей.

## Награды
- Орден Святого Станислава 3-й ст. «за отлично-усердную службу и труды, понесенные во время военных действий» (ВП 4.01.1907)
- Орден Святого Владимира 4-й ст. с мечами и бантом (ВП 15.08.1907)
- Орден Святой Анны 3-й ст. (ВП 16.05.1914)
- Орден Святого Станислава 2-й ст. с мечами (ВП 3.01.1915)
- Георгиевское оружие (ВП 9.03.1915)
- Орден Святого Георгия 4-й ст. (ВП 26.08.1916)